# Sascha Ball
Sascha Ball (* 28. Oktober 1977) ist ein deutscher Faustballer und Weltmeister.
Nach mehrjähriger Präsenz in der Nationalmannschaft ist Sascha Ball der Spielführer der deutschen Auswahl. Verteidiger Ball absolvierte die meisten von bisher 52 Länderspielen als Vertreter des TK Hannover. Ball kommt allerdings aus Berlin, wo er zunächst die Turngemeinde in Berlin vertrat. Im Feld zählte der Abwehrspieler mit dem VfK 1901 Berlin zur deutschen Spitze. Am Ende der Hallensaison 2007/2008 musste Ball mit seinem Verein allerdings aus der 1. Bundesliga Nord absteigen. Seinen Spitznamen „Icke“ erhielt der 1,70 Meter große Faustballer vom früheren Bundestrainer Udo Schulz in Anlehnung an den ebenfalls aus Berlin stammenden Fußballer Thomas „Icke“ Häßler.
Mit der Mannschaft des Deutschen Turner-Bundes stand Industriekaufmann Ball bei der WM 2003 im Finale der Faustball-Weltmeisterschaft in Brasilien, das die Deutschen gegen die Gastgeber verloren. Von der EM 2006 in Linz und von der in Niedersachsen ausgetragenen WM 2007 kehrte Ball jeweils mit einer Bronzemedaille heim. Bei der EM 2008 in Stuttgart war Ball ebenfalls im Kader von Bundestrainer Olaf Neuenfeld, musste seinen Stammplatz jedoch räumen. Mit der Nationalmannschaft wurde er wiederum nur Dritter. Auf nationaler Ebene wurde Ball nur in der Jugend mit der „TiB“ 1996 in der Halle deutscher Meister. Für die DM-Endrunde 2008 im September in Hirschfelde qualifizierte sich Ball mit dem VfK 1901 Berlin als Erster der 1. Bundesliga Nord.
Am 13. August 2011 gewann Sascha Ball als Kapitän mit der deutschen Faustballnationalmannschaft in Pasching gegen Gastgeber Österreich in 4:2 Sätzen seinen ersten WM-Titel. Er beendete danach seine internationale Karriere.